# Бердатер парон

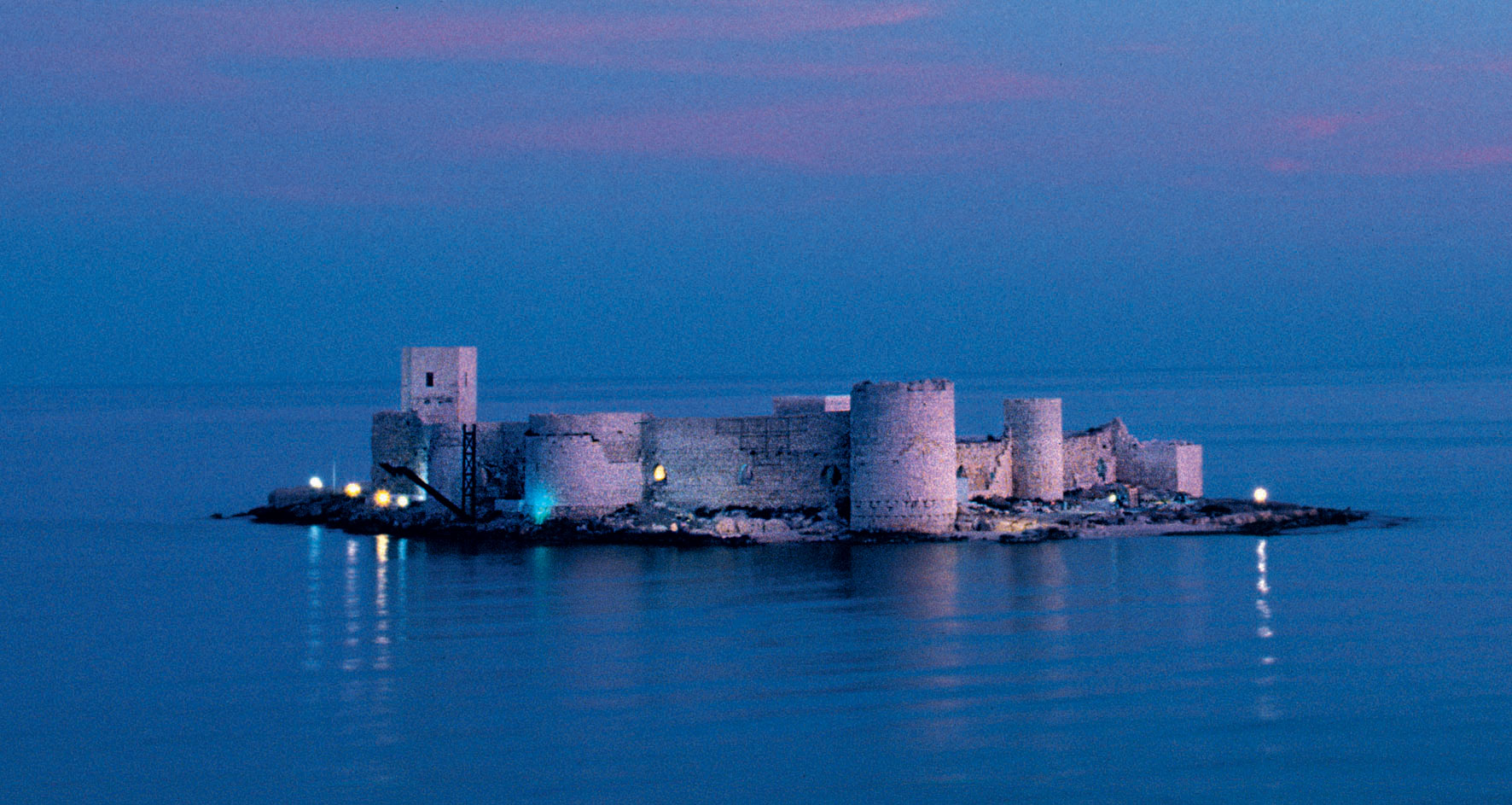
Крепость Корикос, Киликийская Армения

Бердатер парон (арм. Բերդատեր պարոն, букв. господин крепостевладелец) — титул крупного феодала в средневековой Киликийской Армении. Крепостевладельцы составляли правяющую элиту в стране и были верхушкой дворянства. Из около 80 крепостевладельцев каждый имел свой надел, крепость и войско, а часто также и был хозяином и главой своей области (гавара). Получивший надел и крепость по наследству назывался Айренатер бердатер парон (наследственный крепостевладелец; հայրենատեր բերդատեր պարոն), получивший от короля на определённых условиях - Воч Айренатер бердатер парон (ненаследственный крепостевладелец; ոչ հայրենատեր բերդատեր պարոն). Они были обязаны приходить по приказу короля, собирать налоги с местного населения и платить их в казну, участвовать в работе суда при царском дворе — дивана. Король мог по своему усмотрению отнять надел и крепость у ненаследственных крепостевладельцев, а у наследственных - только с согласия и решения дивана.